# Эспарцет Боброва
Эспарцет Боброва (лат. Onobrýchis bobrovii) — многолетние травянистое растение, вид рода Эспарцет (Onobrychis).

## Ботаническое описание
Многолетник 30–50(70) см высотой.  
Стебли рыхло или иногда растопырено ветвистые, слабо опушённые. Прилистники треугольно-ланцетные, до 1 см длиной. Листья перистые с 4–6 парами расставленных листочков, иногда 8-парные. Листочки 0,7–1,5 см длиной и 0,5–1 см шириной, эллиптические или обратнояйцевидные, иногда почти округлые, на вершине тупо-закруглённые, но с маленьким остроконечием. Кисти вдвое длиннее листьев, рыхлые, многоцветковые. 
Прицветники длиной 3–6 мм, чашечка слабо опушенная, зубцы её в три раза длиннее трубочки. 
Венчик мотылькового типа, длиной 12–17 мм. Цветки розовые или жёлтовато-розовые, с сильно выдающимися жилками. Флаг обычно выемчатый, крылья яйцевидно-ланцентные, к вершине суженые , тупые.
Плод — боб, образованный верхней завязью мономерного гинецея. Боб округло-почковидный, 15–20 мм в диаметре, (12)15–17 мм длиной, плоский, тёмно-коричневый, опушением, по брюшному шву с многочисленными шипиками и с 6–10 острыми шипами по диску. Боб в молодости паутинисто-пушитсый, зрелый голый или почти голый. Гребни на боковых створках образуют два ряда ячеек: внешние ячейки трапециевидные, внутренние неправильной формы, их гребни часто с шипами. Краевые ячейки почти квадратные или с длиной в 1,5 раза больше ширины.

## Ареал и экология
Кавказ, Ставропольский край, Карачаево-Черкесия, Кабардино-Балкария. Произрастает на сухих и каменистых склонах. Как и все представители рода эспарцет относится к ксерофитам.

## Химический состав
На надземной части фенольные гликозидов из содержится арбутин, из флавоноидов — кверцетин, рутин, гиперозид, астрагалин.